# Lijst van winnaars van Dutch Masters of Motocross
De Dutch Masters of Motocross (DMoMX) is een Nederlands kampioenschap voor motorcross dat georganiseerd wordt door de Koninklijke Nederlandse Motorrijders Vereniging (KNMV).

## Historiek
De wedstrijd stond tot 2016 bekend als het Open Nederlands Kampioenschap (ONK), sindsdien draagt het de huidige naam. De finale wordt steeds gereden op de Zwarte Cross te Lichtenvoorde.

## Erelijst
| Nederlands kampioenschap | Nederlands kampioenschap | Nederlands kampioenschap | Nederlands kampioenschap |
| Jaar                     | 125cc                    | 250cc                    | 500cc                    |
| ------------------------ | ------------------------ | ------------------------ | ------------------------ |
| 1949                     |                          |                          | Hennie Rietman           |
| 1950                     |                          |                          | Hennie Rietman           |
| 1951                     |                          |                          | Frans Baudoin            |
| 1952                     |                          |                          | Hennie Rietman           |
| 1953                     |                          |                          | Hennie Rietman           |
| 1954                     |                          |                          | Frans Baudoin            |
| 1955                     |                          |                          | Hennie Rietman           |
| 1956                     |                          |                          | Albert Dirkx             |
| 1957                     |                          |                          | Mathijs Dirkx            |
| 1958                     |                          | Rudi Boom                | Mathijs Dirkx            |
| 1959                     |                          | Rudi Boom                | Joep Jansen              |
| 1960                     |                          | Frits Selling            | Albert De Wit            |
| 1961                     |                          | Rudi Boom                | Jan Dirkx                |
| 1962                     |                          | Frits Selling            | Bennie Hartelman         |
| 1963                     |                          | Rob Selling              | Mathijs Dirkx            |
| 1964                     |                          | Rob Selling              | Mathijs Dirkx            |
| 1965                     |                          | Ton van Heugten          | Mathijs Dirkx            |
| 1966                     |                          | Jo Lammers               | Ton van Heugten          |
| 1967                     |                          | Frans Sigmans            | Pierre Karsmakers        |
| 1968                     |                          | Frans Sigmans            | Gerrit Wolsink           |
| 1969                     |                          | Jan Roessink             | Pierre Karsmakers        |
| 1970                     |                          | Stef Van de Sluis        | Gerrit Wolsink           |
| 1971                     |                          | Jo Lammers               | Gerrit Wolsink           |
| 1972                     | Johan Braakhekke         | Stef Van de Sluis        | Pierre Karsmakers        |
| 1973                     | Gerard Rond              | Stef Van de Sluis        | Gerrit Wolsink           |
| 1974                     | Gert Demoed              | Peter Willems            | Gerrit Wolsink           |
| 1975                     | Marcel Deibergen         | Gerard Rond              | Frans Sigmans            |
| 1976                     | Dinand Zijlstra          | Gerard Rond              | Gerrit Wolsink           |
| 1977                     | Dinand Zijlstra          | Gerard Rond              | Gerrit Wolsink           |
| 1978                     | Dinand Zijlstra          | Kees van der Ven         | Gerrit Wolsink           |
| 1979                     | Dinand Zijlstra          | Kees van der Ven         | Gerard Rond              |
| 1980                     | Henk Seppenwoolde        | Kees van der Ven         | Gerard Rond              |
| 1981                     | Henk Seppenwoolde        | Kees van der Ven         | Gerard Rond              |
| 1982                     | Gert-Jan Van Doorn       | Kees van der Ven         | Toon Karsmakers          |
| 1983                     | John Hensen              | Kees van der Ven         | Toon Karsmakers          |
| 1984                     | Dinand Zijlstra          | Gert-Jan Van Doorn       | Toon Karsmakers          |
| 1985                     | Dave Strijbos            | Gert-Jan Van Doorn       | Kees van der Ven         |
| 1986                     | John van den Berk        | Gert-Jan Van Doorn       | Kees van der Ven         |
| 1987                     | John van den Berk        | Mark Smits               | Carlo Hulsen             |
| 1988                     | Pedro Tragter            | Gert-Jan Van Doorn       | Kees van der Ven         |
| 1989                     | Edwin Evertsen           | Gert-Jan Van Doorn       | Leo Combee               |
| 1990                     | Pedro Tragter            | Dave Strijbos            | Kees van der Ven         |
| 1991                     | Pedro Tragter            | Gert-Jan Van Doorn       | Carlo Hulsen             |
| 1992                     | Ton van Grinsven         | Edwin Evertsen           | Carlo Hulsen             |
| 1993                     | Remy van Rees            | Greg Albertyn            | Carlo Hulsen             |
| 1994                     | Leon Giesbers            | Pedro Tragter            | Carlo Hulsen             |
| Jaar                     |                          | 125cc                    | Open                     |
| 1995                     |                          | Erik Eggens              | Leon Giesbers            |
| 1996                     |                          | Erik Eggens              | Pedro Tragter            |
| 1997                     |                          | Erik Eggens              | Pedro Tragter            |
| 1998                     |                          | Erik Eggens              | Leon Giesbers            |
| 1999                     |                          | Grant Langston           | Leon Giesbers            |
| 2000                     |                          | Grant Langston           | Remy van Rees            |
| 2001                     |                          | Marc de Reuver           | Marcel van Drunen        |
| 2002                     |                          | Marc de Reuver           | Antti Pyrhonen           |
| 2003                     |                          | Tyla Rattray             | Remy van Rees            |
| 2004                     |                          | Ben Townley              | Bas Verhoeven            |
| Jaar                     | MX3                      | MX2                      | MX1                      |
| 2005                     | Erik Davids              | Stephen Sword            | Sven Breugelmans         |
| 2006                     | Oscar Vromans            | Aigar Leok               | Manual Priem             |
| 2007                     | Oscar Vromans            | Joël Roelants            | Tanel Leok               |
| 2008                     | Oscar Vromans            | Erik Eggens              | Aigar Leok               |
| 2009                     | Hans Berendsen           | Joël Roelants            | Patrick Roos             |
| 2010                     | Maikel Swanenberg        | Joël Roelants            | Marc de Reuver           |
| 2011                     | Maikel Swanenberg        | Jeffrey Herlings         | Herjan Brakke            |
| 2012                     | Maurice Klijn            | Jeffrey Herlings         | Herjan Brakke            |
| 2013                     | Maikel Swanenberg        | Evgeny Bobryshev         | Jeffrey Herlings         |
| 2014                     | Dennis Wiemann           | Marc de Reuver           | Romain Febvre            |
| 2015                     | Conrad Mewse             | Damon Graulus            | William Saris            |

| Dutch Masters of Motocross | Dutch Masters of Motocross           | Dutch Masters of Motocross           | Dutch Masters of Motocross           | Dutch Masters of Motocross           |
| Jaar                       | 85cc                                 | 125cc                                | 250cc                                | 500cc                                |
| -------------------------- | ------------------------------------ | ------------------------------------ | ------------------------------------ | ------------------------------------ |
| 2016                       |                                      | Jago Geerts                          | Jeffrey Herlings                     | Evgeny Bobryshev                     |
| 2017                       | Kay de Wolf                          | Mikkel Haarup                        | Thomas Kjær Olsen                    | Jeffrey Herlings                     |
| 2018                       | Kay de Wolf                          | Emil Weckman                         | Jago Geerts                          | Jeffrey Herlings                     |
| 2019                       | Cas Valk                             | Kay de Wolf                          | Henry Jacobi                         | Arminas Jasikonis                    |
| 2020                       | Afgelast wegens de Covid-19-pandemie | Afgelast wegens de Covid-19-pandemie | Afgelast wegens de Covid-19-pandemie | Afgelast wegens de Covid-19-pandemie |
| 2021                       | Afgelast wegens de Covid-19-pandemie | Afgelast wegens de Covid-19-pandemie | Afgelast wegens de Covid-19-pandemie | Afgelast wegens de Covid-19-pandemie |